# باولا لهتوماكي
باولا لهتوماكي (Paula Lehtomäki؛ كوهمو، 29 نوفمبر 1972) هي سياسية فنلندية. بدأت مسيزتها السياسية في عام 1996 ، عندما انتخبت لعضوية مجلس مدينة كوهمو. وفي عام 1999 تم انتخابها لعضوية البرلمان الفنلندي، ومرة أخرى في عام 2003. في عام 2002 انتخبت لتكون نائب رئيس حزب الوسط الفنلندي، تم اختيارها كوزيرة للتجارة الخارجية والتنمية، مما جعلها أصغر وزيرة في حكومة فانهانن الأولى.
وهي متزوجة وأم لثلاثة أطفال. تشمل هواياتها التزلج على الثلج، وركوب الدراجات، والمشي الشمالي، وكرة الريشة، والكاراوكي،
في 17 أبريل 2007، أُعلن أنها ستكون وزيرة البيئة في حكومة فانهانن الثانية. وفي الوقت نفسه، أعلنت أنها حامل، وأنها ستأخذ إجازة الأمومة الثانية من منصبها الوزاري في وقت لاحق من عام 2007.
شغلت منصب الأمين العام لمجلس وزراء دول الشمال الأوروبي من عام 2019 إلى عام 2022. وهي أول امرأة تتولى هذا المنصب، وأول شخص تحت سن الخمسين. في وقت فراغها تغني أحيانًا في فرقة تسمى Punatähdet، والتي تعني النجمة الحمراء.

## وصلات خارجية
- موقع حزب الوسط الفنلندي (بالفنلندية و الإنكليزية و السويدية)